# Masakra w Rechnitz

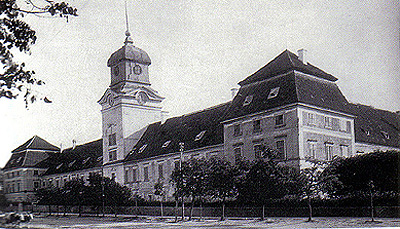
Zamek w Rechnitz (1930)

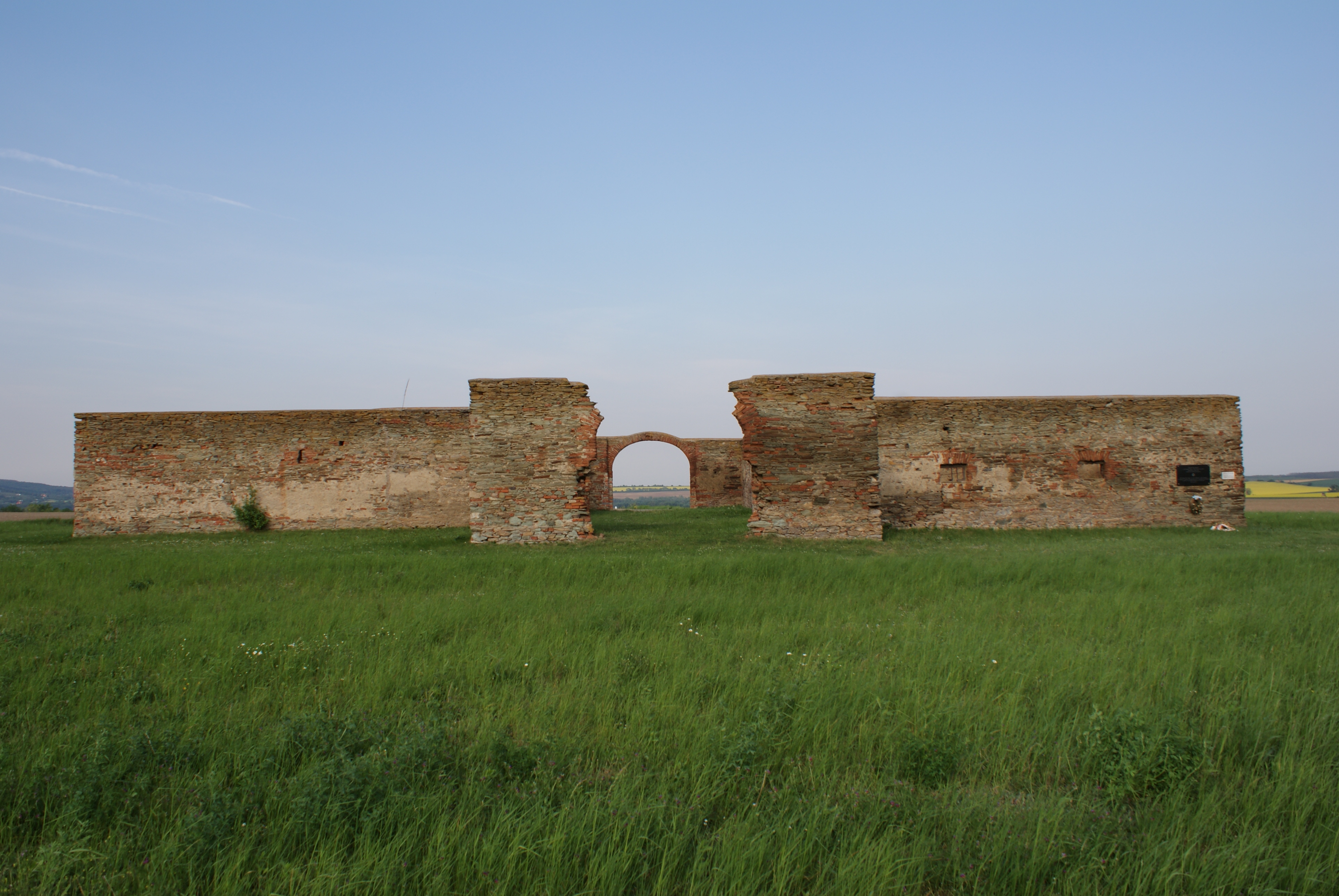
Krzyż Stadlober w Rechnitz

Masakra w Rechnitz – zamordowanie około 180 robotników przymusowych w dniach 24–25 marca 1945 roku w Rechnitz (Austria).
W nocy z 24 na 25 marca 1945 roku po zakończeniu przyjęcia dla lokalnych notabli NSDAP i SS, wydanego przez hrabinę Margit von Batthyany z mężem z rodziny Batthyány na zamku w Rechnitz, gdzie dokonano zabójstwa około 180 (dokładnej liczby nie ustalono) robotników przymusowych – węgierskich Żydów, przetrzymywanych w stodole przyzamkowej. Zostali oni pochowani w grobach przygotowanych przez grupę 15 robotników, których zabito następnego dnia wieczorem. Zabójcami byli Franz Podezin (szef miejscowej placówki NSDAP i Gestapo) oraz dziewięć innych osób, uczestników przyjęcia na zamku.
Po wojnie na miejscu zbrodni postawiono pomnik, znany jako Krzyż Stadlober w Rechnitz. Opieszałe prowadzenie dochodzenia przez władze austriackie w sprawie zbrodni umożliwiło ucieczkę Franzowi Podezinowi do RPA. Małżonkowie Batthyány nie zostali oskarżeni, baronowa przeniosła się do Szwajcarii i tam zmarła. Hodowała konie, zajmowała się sztuką, w Austrii polowała. Nikt jej nie niepokoił, dochodzenie w sprawie masakry szybko umorzono.